# Lauren Stephens
Lauren Stephens (* 28. Dezember 1986 in Mesquite) ist eine US-amerikanische Radrennfahrerin.

## Werdegang
Stephens begann während ihrer Schulzeit als Crossläuferin, bevor sie auf dem College von ihrem späteren Mann und Trainer für den Radsport begeistert wurde. Sie studierte Mathematik, unterrichtete dieses Fach drei Jahre an einer High School und konzentrierte sich anschließend beruflich auf den Radsport.
Nach einigen Erfolgen auf nationaler Ebene erhielt Stephens ein Vertragsangebot vom UCI Women’s Team TIBCO-To The Top, bei dem sie ab der Saison 2013 zunächst als Helferin für Chantal Blaak, Claudia Lichtenberg und Shelley Olds fuhr. Im Jahr 2015 stellten sich mit sechs Etappensiegen die ersten individuellen Erfolge auf internationaler Ebene ein. 2017 gewann sie unter anderem das Einzelzeitfahren Chrono de Gatineau und das Eintagesrennen Winston-Salem Cycling Classic. Bei den Weltmeisterschaften 2017 wurde sie Achte im Einzelzeitfahren.
Bedingt durch eine Hüftverletzung, die sich Stephens 2018 bei der Santos Women’s Tour zuzog, konnte sie zunächst nicht an diese Erfolge anknüpfen. In der Saison 2020 gelang ihr dann mit dem Gesamtsieg der Tour de l’Ardèche ihr bis dahin größter Karriereerfolg, nachdem sie auf einer flachen Etappe nach einer Windkantensituation die Führung übernommen hatte. Bei den anschließenden WorldTour-Rennen Gent-Wevelgem und Flandern-Rundfahrt belegte sie die Plätze sechs und neun.
Im Juni 2021 gewann Stephens die US-Meisterschaften im Straßenrennen, kurz nachdem sie vom amerikanischen Verband nicht für die Olympischen Spiele berücksichtigt worden war. Auf ihren nächsten Sieg musste sie zwei Jahre warten; 2023 holte sie beim Joe Martin Stage Race den Gesamtsieg. Im Herbst wurde sie US-Meisterin im erstmals ausgetragenen Gravelrennen. Bei den Gravel-Weltmeisterschaften 2023 belegte sie den sechsten Platz. Zum Saisonabschluss gewann sie die Goldmedaille im Straßenrennen der Panamerikanischen Spiele.
Für 2024 wechselte sie nach langen Jahren bei Tibco zu Cynisca Cycling, einem amerikanischen Kontinentalteam. Mit diesem erzielte sie im Saisonauftakt zwei Siege. 2024 gewann sie das Straßenrennen der Frauen bei den Panamerikanischen Meisterschaften.

## Erfolge
2015
- eine Etappe Tour Femenino de San Luis
- zwei Etappen Joe Martin Stage Race
- eine Etappe Tour of the Gila
- eine Etappe Tour de Feminin – O cenu Českého Švýcarska
- eine Etappe Tour de l’Ardèche

2016
- eine Etappe Tour Femenino de San Luis
- eine Etappe Joe Martin Stage Race

2017
- Chrono de Gatineau
- Winston-Salem Cycling Classic
- eine Etappe Thüringen-Rundfahrt
- eine Etappe Tour de l’Ardèche

2020
- Gesamtwertung und Punktewertung Tour de l’Ardèche

2021
- US-amerikanische Meisterin – Straßenrennen

2023
- Gesamtwertung, eine Etappe und Bergwertung Joe Martin Stage Race
- Panamerikaspiele – Straßenrennen
- US-amerikanische Meisterin – Gravelrennen

2024
- Clásica de Almería
- eine Etappe Tour de Normandie Féminin
- Gesamtwertung, zwei Etappen und Bergwertung Tour of the Gila
- Panamerika-Meisterin – Straßenrennen
- Panamerika-Meisterschaften – Einzelzeitfahren
- US-amerikanische Meisterin – Gravelrennen

2025
- Gesamtwertung, drei Etappen, Punkte- und Bergwertung Tour of the Gila
- Gesamtwertung, drei Etappen und Bergwertung Tour de Bloom